# Diaprograpta striola
Diaprograpta striola là một loài nhện trong họ Miturgidae.
Loài này thuộc chi Diaprograpta. Diaprograpta striola được Eugène Simon miêu tả năm 1909.